# Цона Пип (Потенца)
Цона Пип (итал. Zona Pip) је насеље у Италији у округу Потенца, региону Базиликата.
Према процени из 2011. у насељу је живело 9 становника. Насеље се налази на надморској висини од 514 м.